# Виноградівка (Болградська міська громада)
Виногра́дівка (до 1944 року — Курчи́й) — село Болградської міської громади Болградського району Одеської області в Україні. Населення становить 3,8 тисяч осіб. Відстань до районного центру становить близько 9 км і проходить автошляхом М15.
Неподалік від села розташований пункт пропуску через молдавсько-український кордон Виноградівка—Вулкенєшть.

## Географія
Розташоване за 7 кілометрів на захід від Болградського районного центру. З південно-східного боку менша частина села омивається прісноводним озером Ялпуг. Основна територія Виноградівка розташована на підвищеній місцевості (57 м). Звідси і його колишня назва — курча (з ногайського: Çükür — потилицю, піднесеність). Через село проходить національна магістраль Болград — Ізмаїл. Також діє прикордонна з Молдовою магістраль Виноградівка — Вулканешти. Площа житлової території села становить 3960 га. Загальна площа землеволодінь — 6962,7 га. Всього в Виноградівці 1221 будинків і 20 вулиць.

## Історія
Територією села проходить частина Нижнього Траянового валу.
Село Виноградівка було засновано 1811 року під назвою Курчи́й, з 1944 року має сучасу назву.
У XVIII столітті на території села розташовувалося селище ногайців з назвою Чюкюр (ног. Çükür
). На початку XIX століття територія Виноградівка використовувалася Російською імперією, як один із плацдармів для переправлення російської армії в Молдавію за часів російської-турецької війни 1806—1812 рр. Щоб зміцнити владу над Бессарабією з відходом турків з цієї території під час російсько-турецької війни, російський цар вирішив виділити для болгарських сімей землі в Буджаку. Після закінчення війни на територію Виноградівки оселилися деякі російські солдати з родинами. Також сюди переселялися жителі північно-східної Болгарії. Більшість з переселенців були гагаузами з села Гяур-Сюютчук Балчіцкой околії з Болгарії.
Перші поселенці зупинилися біля згарища колишнього селища ногайців, що називався Чюкюр. Після підписання Бухарестського мирного договору 28 травня 1812 року, між Російською імперією і Османською імперією, Росія захопила територію на схід від Молдавії між річками Прут і Дністер.
З 1860 р. громада селища мала власну печатку з гербом — зображенням мурованої споруди з двома брамами (імовірно, стилізованим малюнком церкви або каплиці).
1 вересня 1944 року село Курчий  перейменовано на Виноградівку, проте гагаузи та болгари на своїх мовах як і раніше називають село Курчі і Курчий відповідно. Вибір нової назви Виноградівка був пов'язаний з місцевим достатком виноградних плантацій.
17 липня 1941 року, коли радянські війська були зосереджені в битві з німцями, румунські окупанти захопили село і контролювали його понад три роки. Вони фактично влаштували рабовласництво, використавши місцеву робочу силу для праці. Селяни піддавалися жорстокому поводженню. Заробітні плати працівникам не виплачували, замість цього вони задовольнялися лише мінімальним харчуванням.
24 серпня 1944 року село зайняли радянські війська.
14 листопада 1945 року Указом Президії ВР УРСР «Про збереження історичних найменувань та уточнення і впорядкування існуючих назв сільрад і населених пунктів Ізмаїльської області»:  село Курчі перейменували на село Виноградівка і Курчійську сільраду — Виноградівська.
У 1981 році в селі було відкрито історико-етнографічний музей за ініціативою Степана Булгара та Дмитра Карачобана. 
10 червня 2020 року у селі Виноградівка демонтовано пам'ятник Леніну, на підставі рішення сесії сільської ради. На ній депутати вирішили демонтувати пам'ятник Леніну, через який поліція порушила кримінальне провадження.
12 червня 2020 року, відповідно до Розпорядження Кабінету Міністрів України від № 724-р «Про визначення адміністративних центрів та затвердження територій територіальних громад Одеської області», увійшло до складу Болградської міської територіальної громади.
19 липня 2020 року, в результаті адміністративно-територіальної реформи і ліквідації Болградського (1940  – 2020) району, село увійшло до складу новоутвореного Болградського району.
У квітні 2025 року у Виноградівському ліцеї ім. О. О. Банєва відбулася урочиста церемонія відкриття меморіальних дошок на честь двох мешканців села  – Анатолія Цонєва та Василя Стоянова, які загинули, захищаючи незалежність України.

## Перейменування
У 2022 році ініціаторами перейменування теперішньої назви села «Виноградівка» на історичну назву «Курчу» виступили співробітник Музею історії та етнографії села «Виноградівка» Віталій Гайдаржи, голова ВГО «Союз гагаузів України» Василь Келіогло та редактор відділу політики газети «День», уродженець села Іван Капсамун.
18 жовтня 2022 року Болградська міська рада провела  опитування. Згідно протоколу №9 в обговоренні взяли участь 493 особи, із них 351 – запропонували залишити  назву Виноградівка. Назву Курчу підтримало 140 осіб, ще одна людина переконана, що село має називатися Куртчу.
23 лютого 2023 року на 50-й сесії Болградської міської ради надано згоду на перейменування села Виноградівка на село Курчу.
1 жовтня 2024 року колегія суддів Касаційного адміністративного суду визнала незаконним та скасувала рішення Болградської міської ради Одеської області від 23 лютого 2023 року №1469-VIII «Про розгляд питання щодо перейменування села Виноградівка Болградського району Одеської області».
У березні 2025 року у Болградській громаді відбулося засідання комісії з питань перейменування географічних об'єктів, вулиць, провулків, площ та інших топонімічних об'єктів, що розташовані на території громади. 
Одним з головних питань порядку денного стала дискусія щодо доречності повернення селу історичної назви Курчу. 

## Населення
У 1847 році в селі проживало 122 сім'ї, 973 людини. Наприкінці XIX століття село стало однією з найбільших колоній, у якій проживало 1300 осіб. В даний час в Виноградівці проживають в основному гагаузи. Є також болгари, молдавани, українці, росіяни. Зараз загальна чисельність населення села складає 4498 чоловік [3].
Згідно з переписом 1989 року населення села становило 4039 осіб, з яких 1949 чоловіків та 2090 жінок.
За переписом населення 2001 року в селі мешкали 3802 особи.
У селі діють 8 релігійних громад — православна, дві п'ятидесятницькі, дві баптистські (ВСЦ ЄХБ і МСЦ ЄХБ), дві адвентистські (АСД і реформістів) і збори Свідків Єгови.

### Мова
Розподіл населення за рідною мовою за даними перепису 2001 року:
| Мова       | Відсоток |
| ---------- | -------- |
| гагаузька  | 86,21 %  |
| російська  | 7,34 %   |
| болгарська | 3,31 %   |
| українська | 1,66 %   |
| молдовська | 0,71 %   |
| циганська  | 0,18 %   |
| вірменська | 0,15 %   |
| білоруська | 0,03 %   |

## Пам'ятки
Поблизу села розташовано ландшафтний заказник місцевого значення Виноградівка, ландшафтний заказник місцевого значення Тополине.

## Культура
У селі працює обласний національний центр гагаузької культури. 

## Економіка та інфраструктура
27 листопада 1946 року в селі був організований колгосп «8 Березня». У ньому об'єдналися 49 селянських господарств. У жовтні 1947 року організовано ще один колгосп — «Колгосп імені Будьонного». У грудні 1948 року утворено третій колгосп — «Колгосп імені 30-річчя Радянської влади України». 13 жовтня 1954 року всі три колективних господарства були об'єднані в одне.
У сільськогосподарських підприємствах працевлаштовано 249 осіб, у медицині — 76, у сфері освіти — 84; у будівництві — 120. Всього працівників у соціальній сфері праці — 260 осіб. Зараз у селі функціонують два приватних сільськогосподарських підприємства і одне державне. До складу державного підприємства входять десять фермерських господарств, приватним належать — два. Більшість виноградівців займаються виноградарством, вирощуванням овочевих культур і насадженням плодових дерев.

## Постаті
Бужилова Валентина — українська гагаузька поетеса. 
Булгар Степан  — гагаузький письменник, історик, журналіст, громадський і політичний діяч. 
Стоянов Василь  — український військовослужбовець, учасник російсько-української війни.
Цонєв Анатолій — український військовослужбовець, учасник російсько-української війни.